# Stephan Hofgaard Cordsen
Stephan Hofgaard Cordsen (22. oktober 1727 – 17. januar 1800) var en dansk justitiarius i Højesteret
Cordsen var en søn af Claus Cordsen (død 1740) og Gertrud født Hofgaard (død 1766), blev født i Horsens, blev 1745 dimitteret fra sin fødebys latinskole, 1748 juridisk kandidat, 1754 assessor i Hofretten, 1759 assessor i Højesteret, 1762 justitsråd, 1769 etatsråd, 1776 konferensråd og 1790 vicejustitiarius i Højesteret, en hidtil ukendt stilling, der tildeltes ham som en anerkendelse af den udmærkede duelighed, hvormed han konstant havde udført sin gerning.
1793 blev han, der besad megen litterær dannelse og ejede et ret betydeligt bibliotek, medlem af Det kongelige danske Selskab for Fædrelandets Historie, og 1794 udnævntes han til justitiarius i Højesteret, efter at han gentagne gange under vakancer havde godtgjort sin evne til at beklæde denne stilling.
1799 blev han efter eget ønske afskediget på grund af en stærkt udviklet tunghørighed og samtidig udnævnt til gehejmekonferensraad.